# WTA Elite Trophy 2016, парний розряд
Лян Чень і Ван Яфань були чинними чемпіонками, але цього разу не змогли вийти далі з кругового турніру.
Іпек Сойлу і Сюй Їфань здобули титул, перемігши у фіналі Ян Чжаосюань і Ю Сяоді з рахунком 6–4, 3–6, [10–7].

## Учасниці
| 1. Андрея Клепач / Аранча Парра Сантонха (круговий турнір) 2. Іпек Сойлу / Сюй Їфань (чемпіонки) 3. Анастасія Родіонова / Ольга Савчук (круговий турнір) | 1. Оксана Калашнікова / Татьяна Марія (круговий турнір) 2. Лян Чень / Ван Яфань (круговий турнір) 3. Ян Чжаосюань / Ю Сяоді (фінал) |

## Основна сітка

### Легенда
| - Q = Кваліфаєр - WC = Вайлд-кард - LL = Щасливий лузер | - Alt = Заміна - SE = Виняток - PR = Захищений рейтинг | - w/o = Без гри - r = Зняття - d = Присуджено перемогу |

### Фінал
|  | Фінал |                      |   |   |      |  |
|  |       |                      |   |   |      |  |
|  | 6/WC  | Ян Чжаосюань Ю Сяоді | 4 | 6 | [7]  |  |
|  | 2     | Іпек Сойлу Сюй Їфань | 6 | 3 | [10] |  |

### Лотосова група
|      |                                     | Клепач Парра Сантонха | Калашнікова Марія | Ян Ю              | Матчів В-П | Сетів В-П | Геймів В-П  | Положення |
| 1    | Андрея Клепач Аранча Парра Сантонха |                       | 6-1, 7-61         | 3-6, 3-6          | 1–1        | 2–2 (50%) | 19–19 (50%) | 2         |
| 4    | Оксана Калашнікова Татьяна Марія    | 1-6, 61-7             |                   | 1-6, 7-63, [10-7] | 1–1        | 2–3 (40%) | 16–25 (39%) | 3         |
| 6/WC | Ян Чжаосюань Ю Сяоді                | 6-3, 6-3              | 6-1, 63-7, [7-10] |                   | 1–1        | 3–2 (60%) | 24–15 (62%) | 1         |

За рівної кількості очок положення визначається: 1) Кількістю перемог; 2) Кількістю матчів; 3) Якщо дві пари після цього ділять місце, то особистими зустрічами; 4) Якщо три пари після цього ділять місце, то кількістю виграних сетів, кількістю виграних геймів; 5) Рішенням організаційного комітету.

### Орхідеєва група
|      |                                  | Сойлу Сюй        | Родіонова Савчук | Лян Ван          | Матчів В-П | Сетів В-П | Геймів В-П  | Положення |
| 2    | Іпек Сойлу Сюй Їфань             |                  | 6-3, 6-4         | 6-4, 3-6, [10-6] | 2–0        | 4–1 (80%) | 22–17 (56%) | 1         |
| 3    | Анастасія Родіонова Ольга Савчук | 3-6, 4-6         |                  | 6-4, 7-5         | 1–1        | 2–2 (50%) | 20–21 (49%) | 2         |
| 5/WC | Лян Чень Ван Яфань               | 4-6, 6-3, [6-10] | 4-6, 5-7         |                  | 0–2        | 1–4 (20%) | 19–23 (45%) | 3         |

За рівної кількості очок положення визначається: 1) Кількістю перемог; 2) Кількістю матчів; 3) Якщо дві пари після цього ділять місце, то особистими зустрічами; 4) Якщо три пари після цього ділять місце, то кількістю виграних сетів, кількістю виграних геймів; 5) Рішенням організаційного комітету.